# Бенито Лоренци
Бенито Лоренци (на италиански: Benito Lorenzi) е италиански футболист, нападател. Лоренци играе с фланелката на Интер в периода 1947 – 1958 и отбелязва 138 гола в 305 мача за „нерадзурите“, след което изкарва един сезон в Алесандриа (25 мача и 4 гола) преди да приключи кариерата си. Печели купата на Италия през 1953 и 1954 година.
В периода 1949 – 1954 Лоренци изиграва и 14 срещи за националния отбор на Италия – „скуадра адзура“, в които вкарва 4 гола. През 1950 и 1954 година играе на Световното първенство по футбол.